# کوئنتین چنگ
کوئنتین چنگ (انگلیسی: Quentin Cheng؛ زادهٔ ۲۰ نوامبر ۱۹۹۹) بازیکن فوتبال است.
وی همچنین در تیم ملی فوتبال مالزی بازی کرده است.